# Даннемора (містечко, Нью-Йорк)
Даннемора (англ. Dannemora) — місто (англ. town) в США, в окрузі Клінтон штату Нью-Йорк. Населення — 4037 осіб (2020).

## Демографія
Згідно з переписом 2010 року, у місті мешкало 4898 осіб у 828 домогосподарствах у складі 547 родин. Було 1294 помешкання
Расовий склад населення:
| - 59,5 % — білих - 35,2 % — чорних або афроамериканців - 0,6 % — корінних американців - 0,4 % — азіатів - 3,4 % — осіб інших рас |

До двох чи більше рас належало 0,9 %. Частка іспаномовних становила 11,3 % від усіх жителів.
За віковим діапазоном населення розподілялося таким чином: 9,0 % — особи молодші 18 років, 83,9 % — особи у віці 18—64 років, 7,1 % — особи у віці 65 років та старші. Медіана віку мешканця становила 38,6 року. На 100 осіб жіночої статі у місті припадало 380,2 чоловіків;  на 100 жінок у віці від 18 років та старших — 452,2 чоловіків також старших 18 років.
Середній дохід на одне домашнє господарство  становив 66 395 доларів США (медіана — 53 667), а середній дохід на одну сім'ю — 75 019 доларів (медіана — 64 659). Медіана доходів становила 50 000 доларів для чоловіків та 34 792 долари для жінок. За межею бідності перебувало 17,9 % осіб, у тому числі 35,0 % дітей у віці до 18 років та 9,9 % осіб у віці 65 років та старших.
Цивільне працевлаштоване населення становило 689 осіб. Основні галузі зайнятості: освіта, охорона здоров'я та соціальна допомога — 26,7 %, публічна адміністрація — 16,5 %, роздрібна торгівля — 11,5 %, виробництво — 10,3 %.